# Hermann Aschwer
Hermann Aschwer (* 17. Januar 1947 in Drensteinfurt) ist ein ehemaliger deutscher Duathlet und Triathlet. Er ist Autor mehrerer Bücher zum selben Thema.

## Werdegang
Hermann Aschwer wuchs in einer zehnköpfigen Großfamilie auf und startete 1983 in Steinheim bei seinem ersten Triathlon. Er gilt damit, neben Klaus Klaeren, Hanni Zehendner, Klaus Fischer, Klaus Barth, Hannes Blaschke, Manuel Debus, Detlef Kühnel u. a., als Pionier des deutschen Triathlonsports (siehe auch: Geschichte des Triathlons in Deutschland).
1984 startete Aschwer beim Boston Marathon. Er kam auf Platz 4484 in einer Zeit von 3:27:40 Stunden ins Ziel. In den Jahren 1985 und 1991 absolvierte er die ETU-Europameisterschaften im Langdistanz-Triathlon beim holländischen Almere-Triathlon.
1985 nahm er zum ersten Mal am Ironman Hawaii teil. Er benötigte bei diesem Rennen 11:41:21 Stunden und erreichte Platz 325. 1988 stellte er beim Marathon in Hamburg mit 2:44:21 Stunden seine persönliche Bestzeit auf.
Beim Dutch Double in Lelystad über die doppelte Ironman-Distanz belegte Aschwer 1991 mit 24:54:00 Stunden den fünften Rang. 1993 stellte er beim Ironman Europe in Roth mit 9:55:01 Stunden seine Bestleistung auf und landete auf Platz 418. 
Im gleichen Jahr belegte er beim Embrunman den 128. Platz. Hermann Aschwer ist Gründer des Triathlon Vereins Tri-As-Hamm e. V. Während seiner sportlichen Laufbahn beteiligte er sich an sämtlichen Formen des Triathlons. 
2017 wurde er in seiner Altersklasse Deutscher Meister über die Triathlon-Sprintdistanz und die Duathlon-Kurzdistanz. 
2018 führte er die Ironman 70.3 Weltrangliste in der AK 70 durch Siege in St. Pölten, Luxemburg und Binz an. Er erreichte eine Punktzahl von 10.500 Punkten in der AWA-Ironman-Wertung. Im Jahr 2022 konnte er auf 355 absolvierte Triathlons, davon 41 Lang- und 73 Mitteldistanzen, 800 Laufwettbewerbe und drei Teilnahmen am Ironman Hawaii zurückschauen.

### Privates
Aschwer ist verheiratet und hat zwei Töchter. Nach der Volksschule absolvierte Aschwer eine Maurerlehre. Sein Arbeitsleben verbrachte der pensionierte Studiendirektor im Schuldienst des Landes NRW. 
1996 promovierte er an der Universität Dortmund zum Dr. paed.

## Auszeichnungen
- 2007 wurde Hermann Aschwer im Deutschen Sport- und Olympia-Museum in Köln eine Ausstellungsvitrine gewidmet.[4]
- Lifetime-Award, 2022[5]
- Ehrenmitglied des Kölner Triathlon Team 01

## Publikationen
Als immer noch aktiver Triathlet hat Aschwer mehrere Bücher zum Training veröffentlicht, unter anderem „Triathlontraining“, das mittlerweile in der neunten Auflage erschienen ist. Seine 20 Bücher wurden teilweise in die englische Sprache übersetzt und erschienen unter dem Pseudonym Henry Ash. 2022 erschien sein erstes Buch Mein Abenteuer – Hawaii Triathlon 1985 erneut und in überarbeiteter vierter Auflage.

## Sportliche Erfolge
| Datum/Jahr    | Rang | Wettbewerb                                         | Austragungsort | Zeit     | Bemerkung      |
| ------------- | ---- | -------------------------------------------------- | -------------- | -------- | -------------- |
| 15. Aug. 1993 | 128  | ETU Long Distance Triathlon European Championships | Embrun         | 12:47:09 | beim Embrunman |
| 17. Aug. 1991 | 136  | ETU Long Distance Triathlon European Championships | Almere         | 12:57:30 |                |
| 17. Aug. 1985 | 122  | ETU Long Distance Triathlon European Championships | Almere         | 10:55:46 |                |

(DNF – Did Not Finish)